# ميخائيل ساليه
ميخائيل ألكسندروفيتش ساليه (21 أغسطس 1899 - 17 أغسطس 1961) (بالروسية: Михаил Александрович Салье) هو مستشرق ومترجم سوفيتي. كان ساليه أول من ترجم ألف ليلة وليلة إلى اللغة الروسية مباشرة من المصدر العربي.

## مسيرته
درس ساليه في الفترة ما بين 1919 و1923 في معهد سانت بطرسبرغ للغات الشرقية. في عام 1926، بعد تخرجه من جامعة سانت بطرسبرغ، دخل سالي معهد التحليل المقارن للآداب واللغات في غرب وشرق تلك الجامعة. 
ما بين 1921 و1922 قام ساله برحلات إلى طشقند حيث حاضر في أحد المعاهد المحلية. في عام 1934 تم قبول ساليه في اتحاد كتاب الاتحاد السوفياتي. 
وقد ترجم لتوفيق الحكيم وغيره من المؤلفين.
توفي ساليه بتاريخ 17 أغسطس 1961، ودُفن بمقبرة بوتكينسكوي في طشقند.